# Escollos de Coreca
Las rocas de Coreca  (en italiano: Scogli Coreca) es un grupo de rocas situado en el mar Tirreno, en Calabria (Italia), concretamente en la fracción geográfica de Coreca. Es un grupo de diez rocas: Capoto (la más grande de todas), Formica, Ginario, Longarino, Piccirillo, Tirolé (también conocida como Pirolé) y las cuatro Scuagli da Funtana. Se encuentran distribuidas cerca de "La Tonnara", en el límite del área marina de la aldea principal de Coreca.
Capoto es la más grande de las rocas con una superficie de 50 m², y se utiliza principalmente para el buceo, también atrae a aficionados de la fotografía y del cine.
Durante la década de los años 1960, 1970 y 1980 fueron un popular destino de radioaficionados y de eventos en pro del medioambiente como los que organizba la LIPU (una organización italiana por la defensa de las aves) por la gran diversidad de aves marinas, que han desaparecido por completo en la actualidad.
Pertenece administrativamente a Amantea, el municipio italiano de la provincia de Cosenza.